# Petropedetes parkeri
Espèce
Statut de conservation UICN

 LC  : Préoccupation mineure
Petropedetes parkeri est une espèce d'amphibiens de la famille des Petropedetidae.

## Répartition
Cette espèce est endémique du centre de l'Afrique. Elle se rencontre en dessous de 1 000 m d'altitude dans l'ouest du Cameroun et dans l'est du Nigeria. Sa présence est incertaine en Guinée équatoriale et au Gabon.

## Étymologie
Cette espèce est nommée en l'honneur de Hampton Wildman Parker.

## Publication originale
- Amiet, 1983 : Une espèce méconnue de Petropedetes du Cameroun : Petropedetes parkeri n. sp. (Amphibia, Anura, Ranidae, Phrynobatrachinae). Revue Suisse de Zoologie, vol. 90, p. 457-468 (texte intégral).